# ويليام هنري هولمز
ويليام هنري هولمز (بالإنجليزية: William Henry Holmes)‏ هو عالم آثار ورسام وجيولوجي ورسام توضيحي أمريكي، ولد في 1 ديسمبر 1846 في مقاطعة هاريسون في الولايات المتحدة، وتوفي في 20 أبريل 1933 في رويال أوك في الولايات المتحدة.

## معرض صور

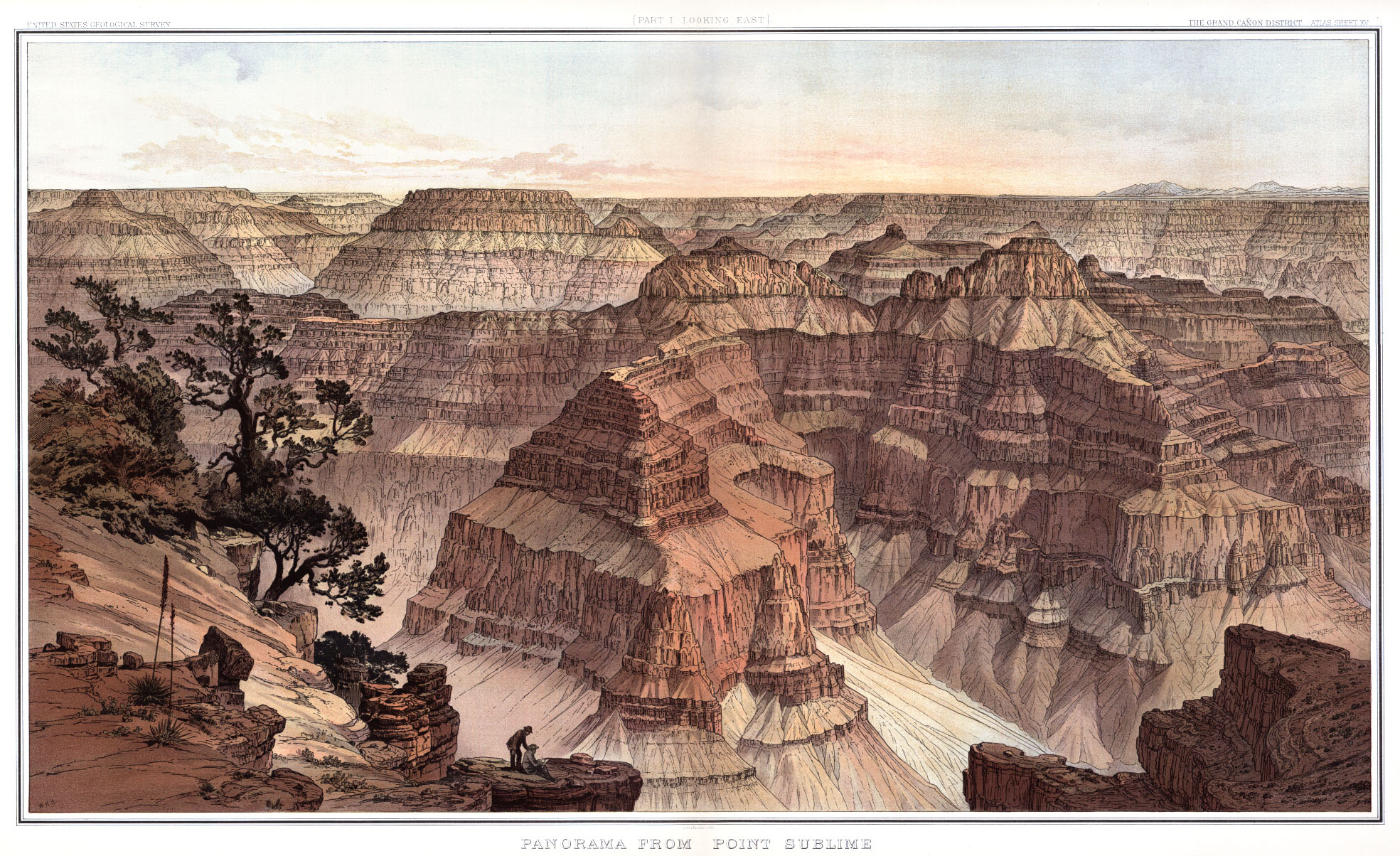
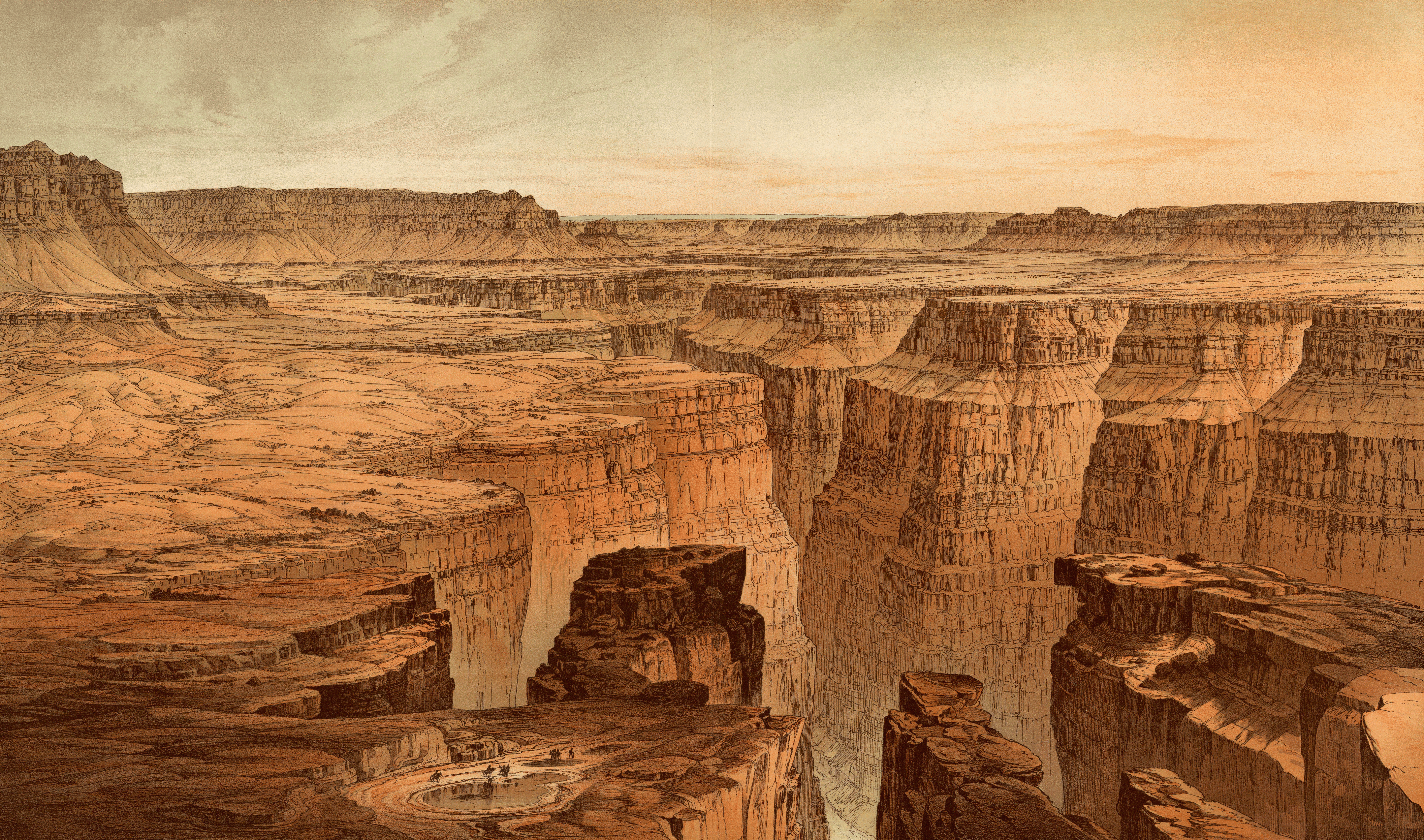
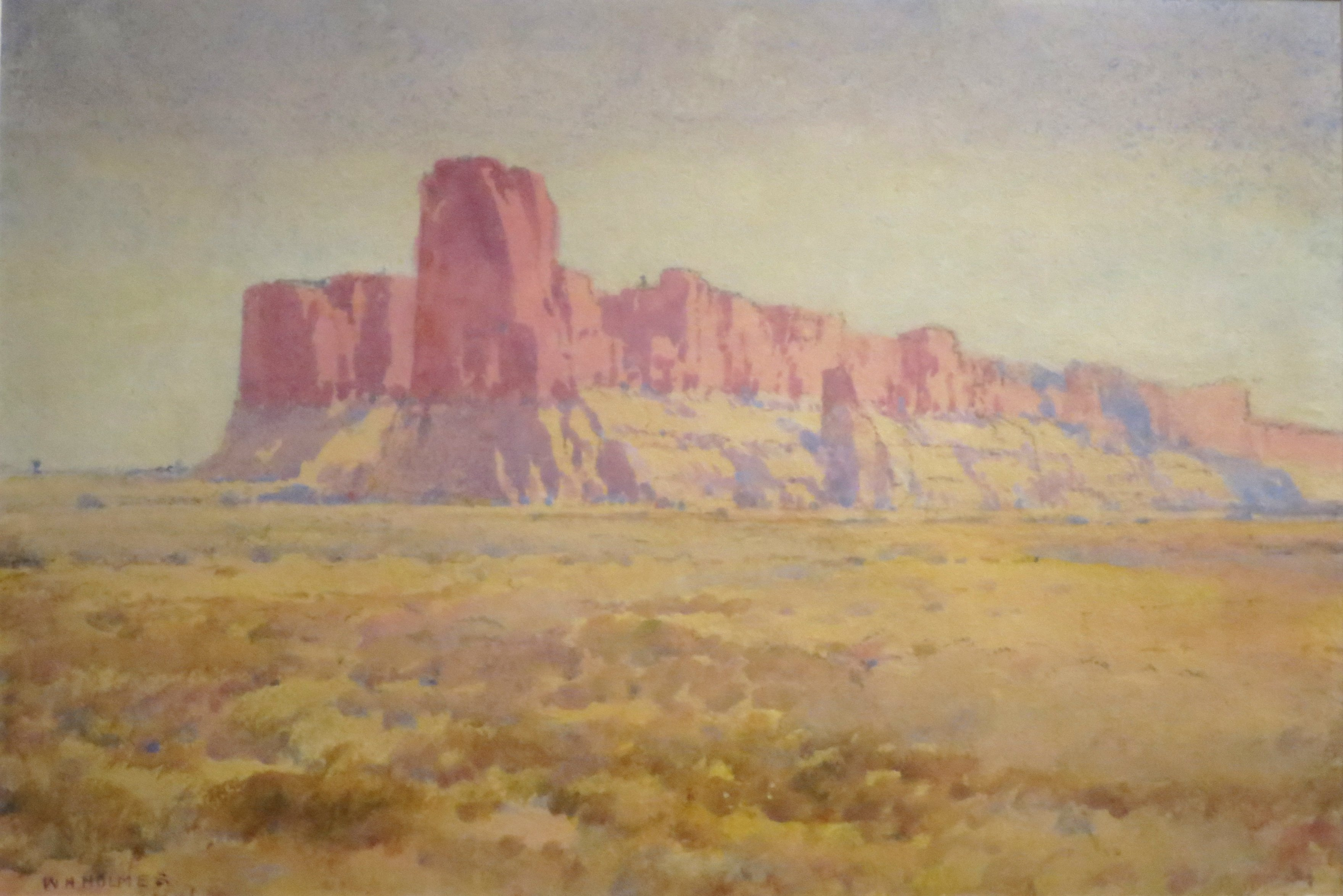

## وصلات خارجية
- ويليام هنري هولمز على موقع الموسوعة البريطانية (الإنجليزية)
- ويليام هنري هولمز على موقع ميوزك برينز (الإنجليزية)